# Condado de Brown (Wisconsin)
O Condado de Brown (em inglês:  Brown County) é um dos 72 condados do estado americano do Wisconsin. A sede e maior cidade do condado é Green Bay. Foi fundado em 1818.
O condado possui uma área de 1 595 km², dos quais 1 372 km² estão cobertos por terra e 223 km² por água, uma população de 248 007 habitantes, e uma densidade populacional de 180,8 hab/km² (segundo o censo nacional de 2010). É o quarto condado mais populoso do Wisconsin.